# Тымлатские источники
Тымлатские источники — минеральные источники на полуострове Камчатка. Находятся на территории Карагинского района Камчатского края. Являются самыми северными источниками полуострова.
Расположены в долине реки Соляваям, входящей в систему реки Тымлат, в 40 км от одноимённого селения и в 15 км к востоку от водораздельной линии Срединного хребта.
На протяжении 500 м выбиваются горячие и холодные минеральные воды и выделяются газы. Температура воды в грифонах до 47 °C.
Верхняя часть термальной площадки представляет собой тёплое болото с грязевыми участками, нагретыми до 42 °C. Ниже на 10-12 м находится несколько грифонов с температурой от 10 до 30 °C и озеро с температурой 47,5 °C.
Суммарный дебит источников около 25 л/с, минерализация — 4,30 г/л, кремниевой кислоты — 0,054 г/л. Содержание углекислого газа во многих ключах соответствует полному насыщению.